# Дорсодуро
Дорсодуро (італ. Dorsoduro) — один з шести історичних районів (сест'єре) Венеції. Розташований між центром міста і лагуною, є найпівденнішим районом.
Район також включає в свій склад острови Джудекка і Сака Фізола.
Назва острова походить від італійського аналога слова «Становий хребет», що символізує високий рівень землі на якій розташовується район.
Центром району є канал Джудекка, уздовж якого, починаючи з VI століття будувалися будівлі.
У XIX столітті Міст Академії через Гранд-канал пов'язав Дорсодуро з районом Сан-Марко.
Східна частина району заповнена житловими кварталами. У західній частині розташовано декілька художніх галерей, включаючи знамениту Академію.
Визначними пам'ятками району є музей Колекції Пеґґі Ґуґґенхайм, центр сучасного мистецтва Пунта-делла-Догана (у будівлі колишньої митниці), численні палаци і церкви, а також площі Санта-Барнаба і Санта-Маргеріта.